# Неизбрисано
Неизбрисано је компилацијски албум српског и југословенског рок бенда Бајага и Инструктори, објављен 1995. године.
На албуму су ремиксоване песме са ЕП-а Четири годишња доба из 1991. године, инструментал Радован III, који је написао Момчило Бајагић за истоимену представу, обрада Булдожерове песме Да, бебо моја, не под називом Омаж Булдожеру, нова верзија песме Моји другови (првобитно објављена на Бајагићевом соло албуму Ни на небу ни на земљи) са Владом Дивљаном, обрада песме Бијело Дугме Не спавај, мала моја са Бајагићем на вокалу и раније необјављене песме Црна Гора и Јануар.

## Листа песама
| №               | Назив                          | Трајање |  |
| 1.              | Буђење раног пролећа (пролеће) | 4:32    |  |
| 2.              | Добро јутро (лето)             | 3:30    |  |
| 3.              | Успаванка (јесен)              | 3:38    |  |
| 4.              | У кожи крокодила (зима)        | 2:58    |  |
| 5.              |                                | 3:56    |  |
| 6.              | Јануар                         | 3:30    |  |
| 7.              | Радован III                    | 4:07    |  |
| 8.              | Црна Гора                      | 3:32    |  |
| 9.              | Моји друго (нова верзија)      | 3:33    |  |
| 10.             | Не спавај мала моја            | 5:17    |  |
| Укупно трајање: | Укупно трајање:                | 36:16   |  |